# Комишуваха (Сіверськодонецький район)
Комишуваха — селище в Україні, у Попаснянській міській громаді Сіверськодонецького району Луганської області.

## Географія
Селище розташоване на річці Комишуваха (лівій притоці Лугані, басейн Сіверського Дінця).

## Історія
На території села досліджені кургани з похованнями епохи бронзи та кімерійські (XVIII—XVII століть до н. е.), а також кочівницькі (XI—XIII століть н. е.) поховання.
Між селами Комишуваха і Врубівка виявлені кургани давніх кочівників — скіфів та сарматів.
У 1892 році Микола Брандербург розкопав скіфський курган за 6 км від села Комишуваха в урочищі Золотий рудник. У кургані виявили великий набір бронзових речей. Там знаходились два непарних злегка вигнутих псалії з трьома трубчастими отворами та зі шляпками на кінцях, бронзова бляшанка з вушками та бронзовий ніж, який має типову для скіфських ножів форму — вигнута спинка переходить у тримач для рукоятки, а лезо відокремлене від тримача невеликим заокругленим виступом; також були знайдені плоскі кістяні кільця.

Ці кургани описані наприкінці XIX  століття гірським інженером, головою Слов'яносербської земської управи І. Фелькнером:
Курганні насипи в основному обкладені  тесаним камінням, також знаходять кінської збруї та стріл, шаблі. Розташування курганів досить одноманітне, так вони в туман і вночі для подорожнього служать дороговказами, адже за ними зручно розрізнити, де схід, захід, північ, південь. На північ вони, зазвичай, бувають похилі, на південь — круті, зі сходу і заходу — менш круті та менш пологі. У цих курганах із часів кочівних народів вкопано по одній, дві і більше кам'яних статуй, яких називали бабами.
15 листопада 1753 року було сформовано гусарський Валаський поселений полк Родіона Депрерадовича. На території району розташовувалися чотири роти полку Депрерадовича, в тому числі 7-ма рота, на річці Комишуваха, на території сучасного селища Комишуваха.
У 1754 році на річці Комишуваха засновано шанець 7-ї роти полку Родіона Депрерадовича.
У 1764 році тут вже стояла 16-та рота Бахмутського гусарського полку, яку перемістили у 1770 році в шанець 15-ї роти.
На місці 16-ї роти на річці Комишуваха командувач Бахмутського гусарського полку генерал-майор Георгій Депрерадович утворив приватне поселення, яке за назвою річки найменували Комишувахою.
Загалом у власності поміщиків Депрерадовичів було 32,1 тис. десятин землі, придатної для обробітку, та 16,27 тис. десятин, непридатних для обробітку. Їм належало 2,313 тис. селян.
У 1775 році з села Комишуваха до Родіонівки (маєток «Старий Млин») переселено чимало кріпацьких родин генерала Родіона Депрерадовича та його сина, підполковника Івана Родіоновича, всього 652 жителі.
Станом на 1859 рік існувало три поселення:
- у панському селі Комишуваха Бахмутського повіту Катеринославської губернії мешкало 552 особи (283 чоловічої статі та 269 — жіночої), налічувалось 50 домогосподарств, існувала православна церква;
- Привільне (Привілля, Федорівка), панське село, над Комишувахою, 36 господ, 367 осіб;
- Миколаївка (Бабаївка), панське село, над Комишувахою, 22 господи, 145 осіб[2].

Станом на 1886 рік у селі, центрі Комишуваської волості, мешкало 726 осіб, налічувався 121 двір, існували православна церква, школа, лавка, відбувалось 3 ярмарки на рік. За 9 верст від селища розташовувався постоялий двір, а за 11,5 верст — поштова станція.
У січні 1918 року встановлена радянська влада. Селище постраждало внаслідок геноциду українського народу, вчиненого урядом СРСР у 1932—1933 роках, кількість встановлених жертв — 126 осіб. Під час Другої світової війни на фронтах боролися 126 жителів селища, 47 людей загинули у боях, 89 нагороджені орденами та медалями. На братській могилі воїнів, які загинули у роки Другої світової війни, встановлено пам'ятник.
12 серпня 2014 року, під час збройного протистояння українських військових з озброєними прибічниками ЛНР останні були вибиті з селища. 28 січня 2015 року загинув під час мінометного обстрілу вогневих позицій українських артилеристів під Комишувахою старший сержант 17-ї бригади Руслан Пономаренко.

## Населення
Станом на 1989 рік кількість населення складала 3427 осіб.
За даними перепису 2001 року, населення селища становило 2868 осіб, з них 83,16 % зазначили рідною українську мову, 16,74 % — російську, а 0,1 % — іншу.
У 2011 році кількість населення складала 2310 осіб.
2012 року кількість населення складала 2272 осіб, у 2013 році — 2235 осіб., у 2017 році — 2143 осіб.
2018 року кількість населення складала 2107 осіб, у 2019 році — 2058 осіб.

## Транспорт
Через селище пролягає автомобільна дорога Бахмут — Попасна та залізниця, станція Комишуваха.

## Особистості
Уродженці села:
- Вербицький Олександр Євлампієвич (1917—1956) — Герой Радянського Союзу
- Панченко Олена Андріївна (нар. 1915) — Герой Соціалістичної Праці.

## Світлини

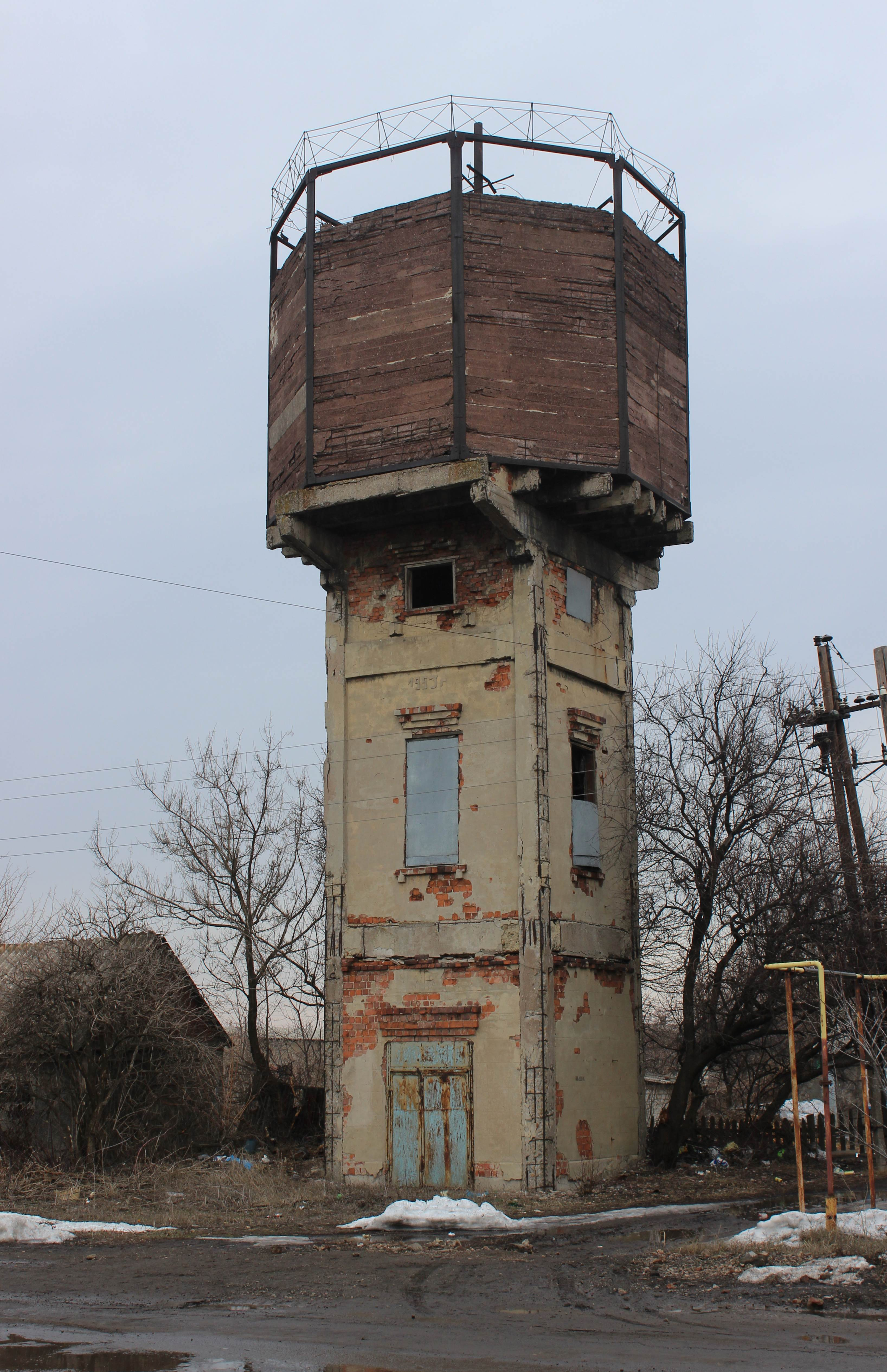
Башта (1953 року побудови)
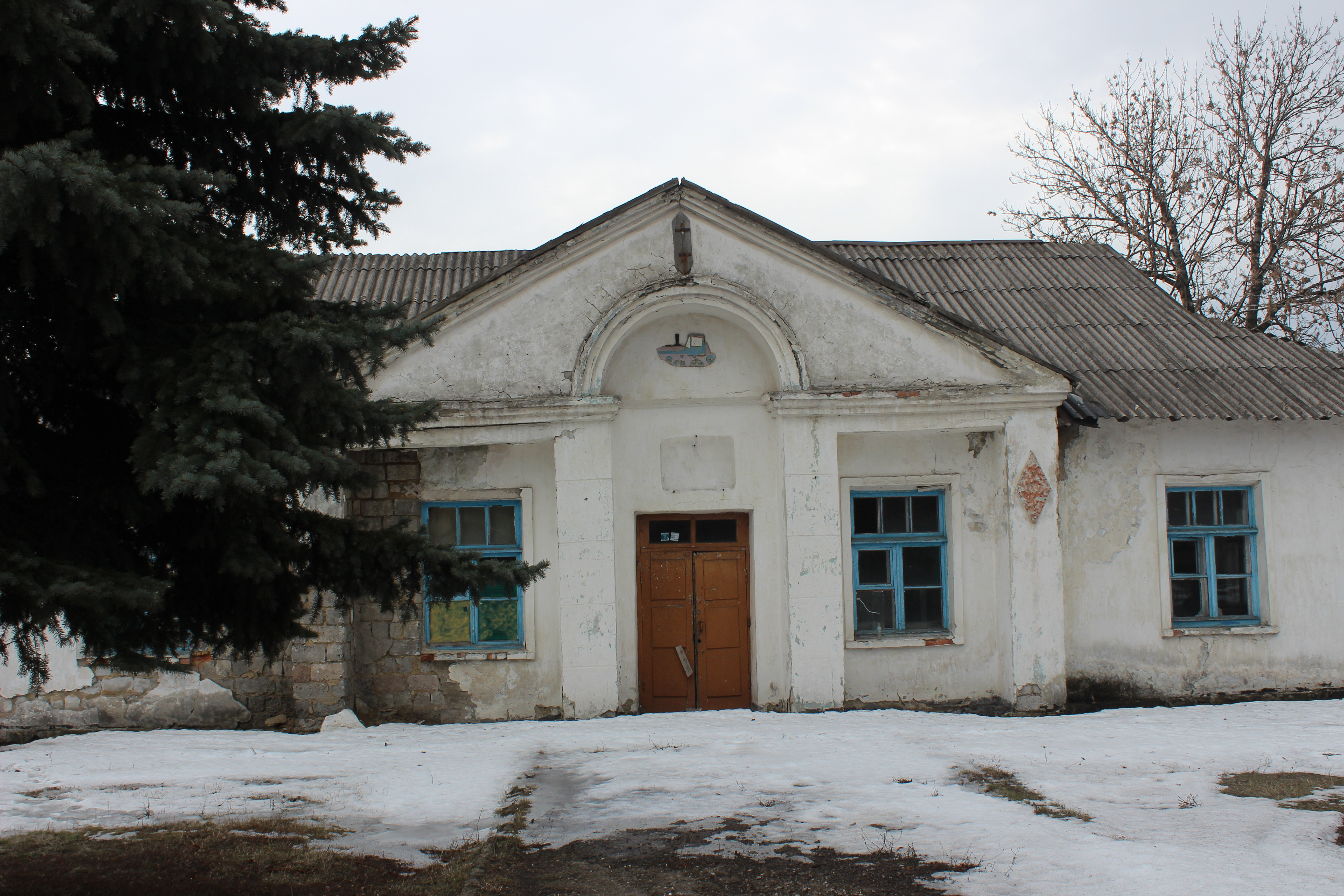
Комишуваха
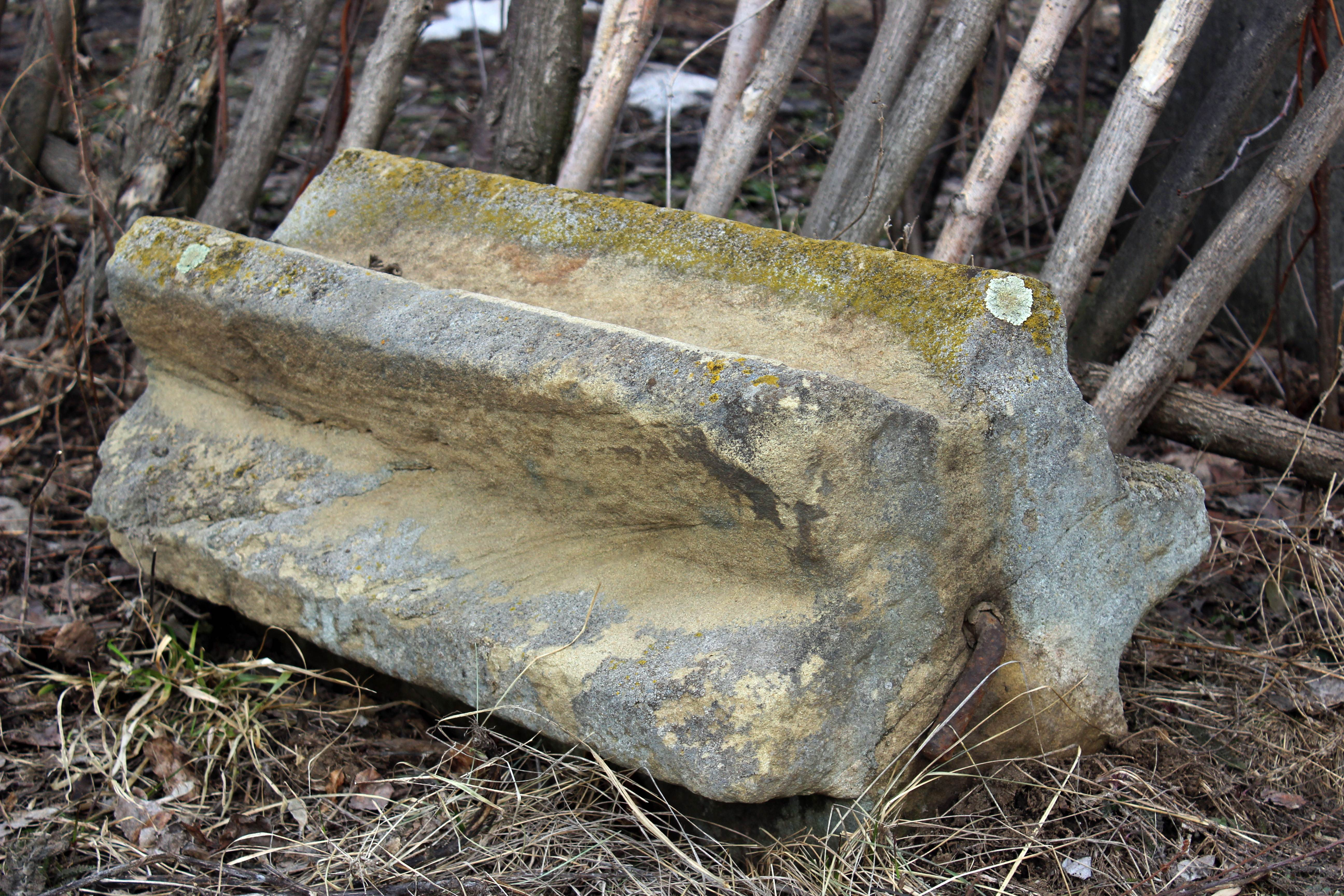
Гарман на вулиці
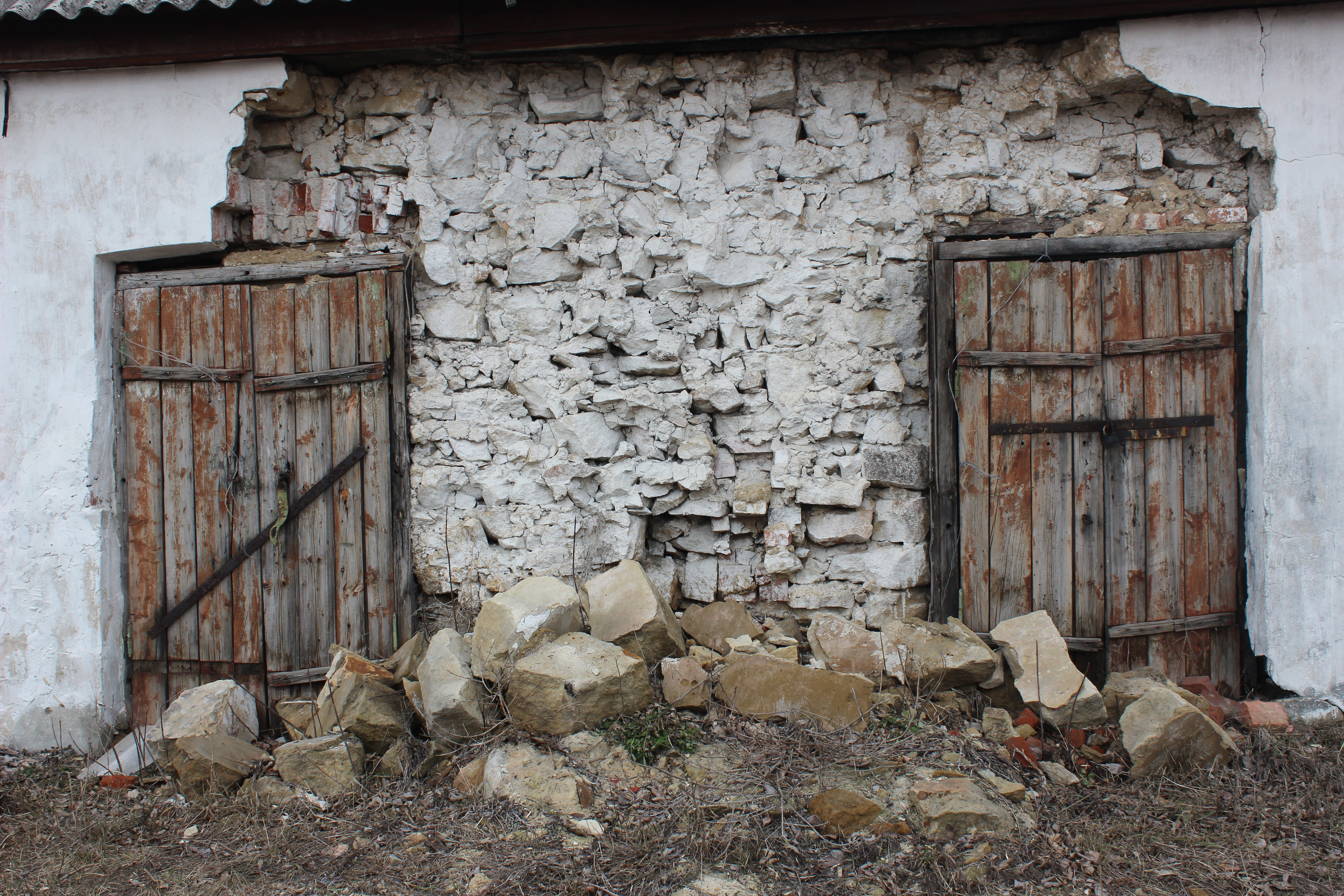
Стара будівля
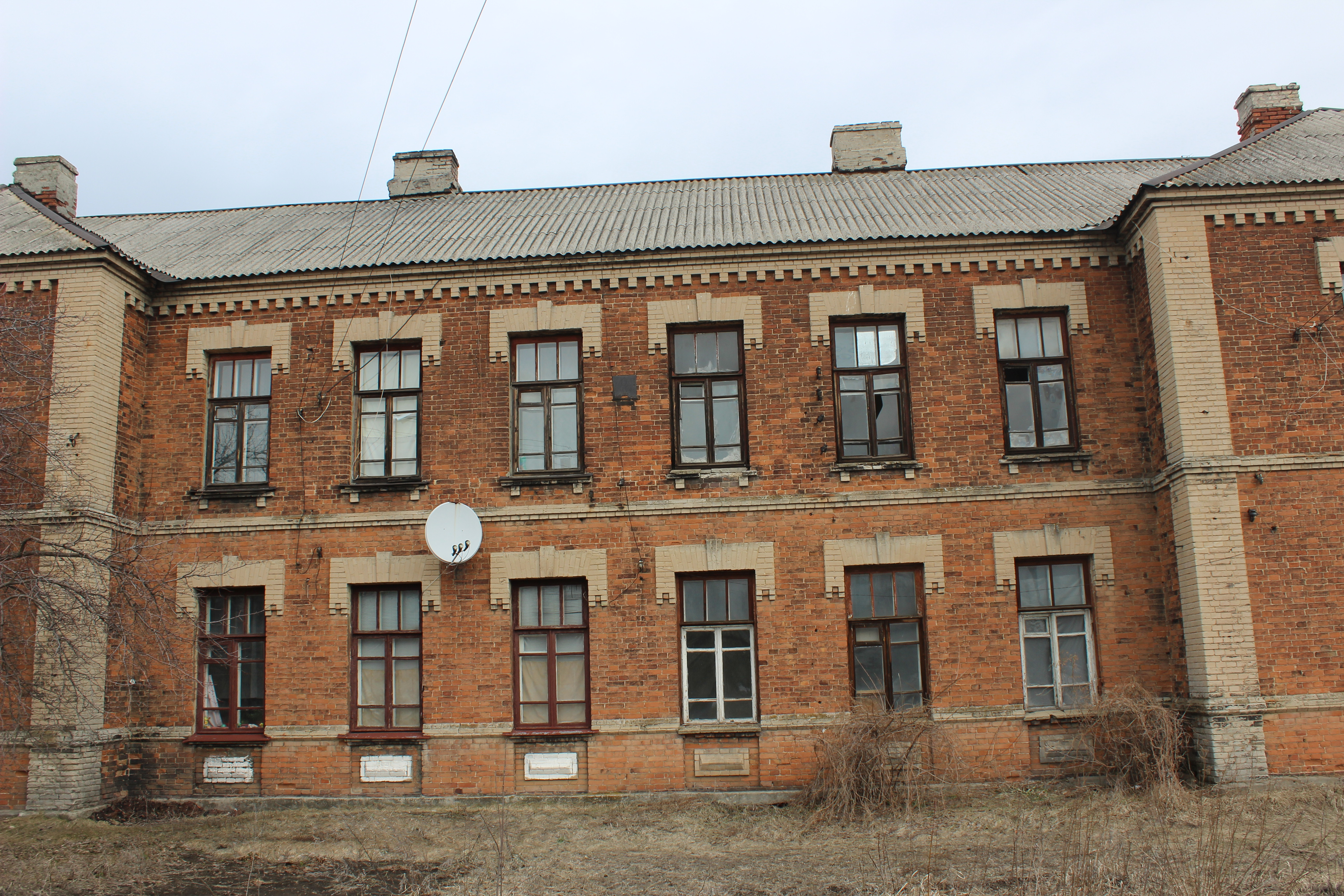
Дорадянські будинки залізничників
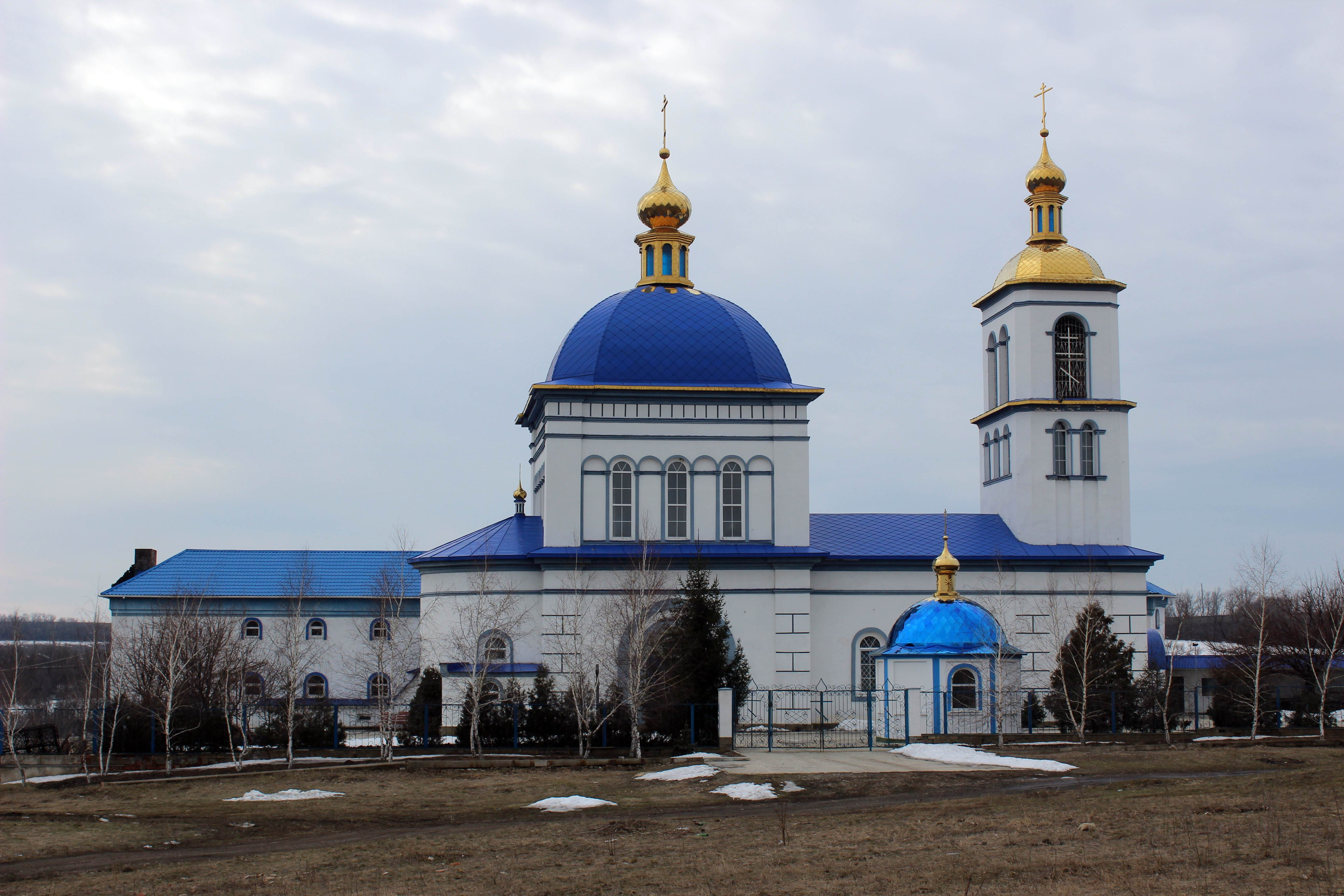
Храм Святого Георгія
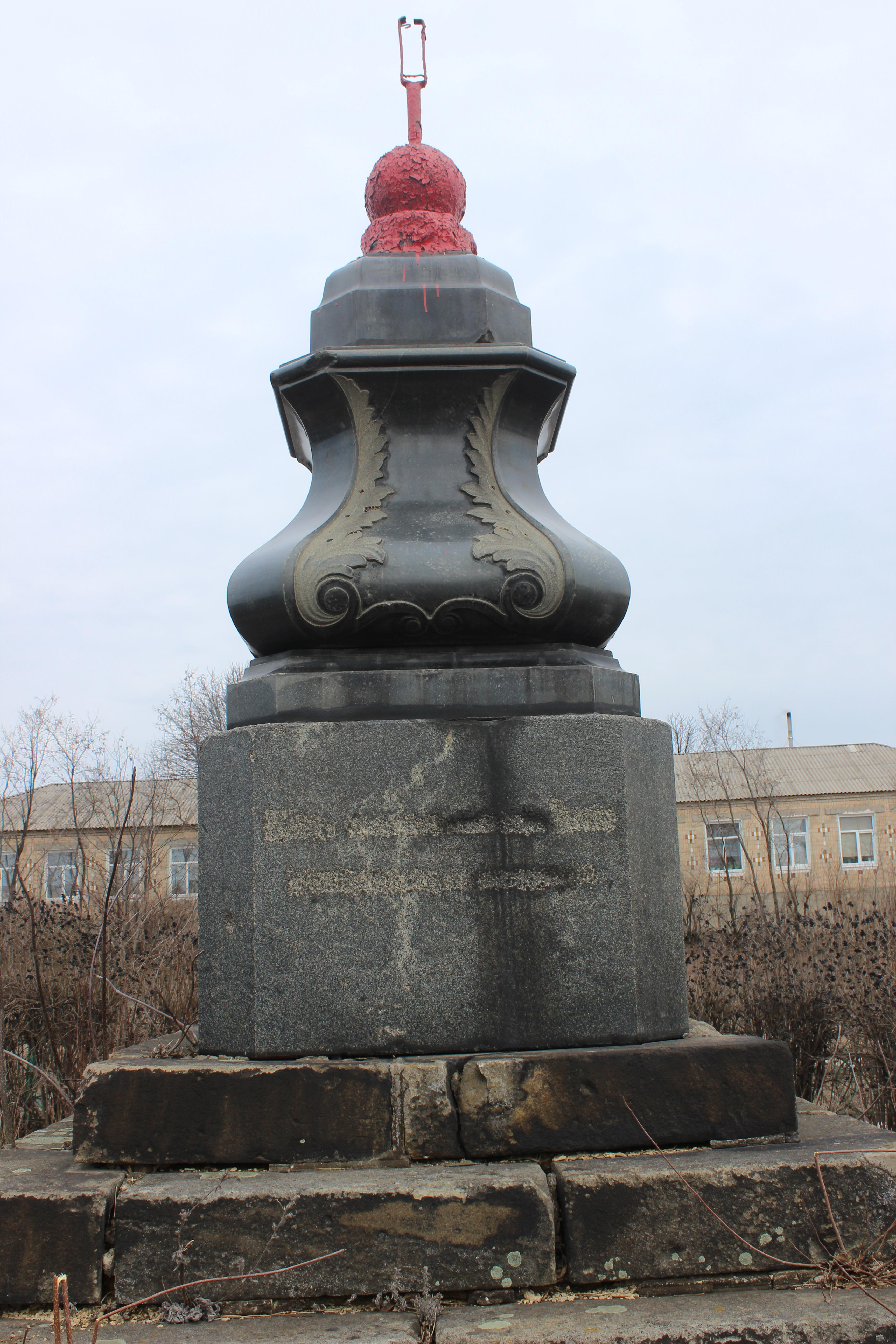
Могила Родіона Депрерадовича